# Synagoge Müddersheim
Die Synagoge Müddersheim stand im Vettweißer Ortsteil Müddersheim im Kreis Düren.
1732 wurden die Juden in Müddersheim in einem Geleitbrief des Freiherrn von Geyr für Levi Arendt erstmals genannt. Am 14. Juni 1798 erhielt der Jude Abraham Voss die Genehmigung, in seinem Wohnhaus Gottesdienste abzuhalten. Die Synagoge wurde in den Jahren 1842 bis 1847 erbaut, und zwar auf dem Gelände des Juden Leib Katz. Der genaue Standort ist bis heute ungeklärt. Im Jahr 1871 wurde die Synagoge wegen Baufälligkeit abgerissen. 
Die Juden aus dem Ort wurden auf dem damals zu Müddersheim und heute zu Gladbach gehörenden jüdischen Friedhof begraben. 